# Jahndenkmal (Leipzig-Wahren)

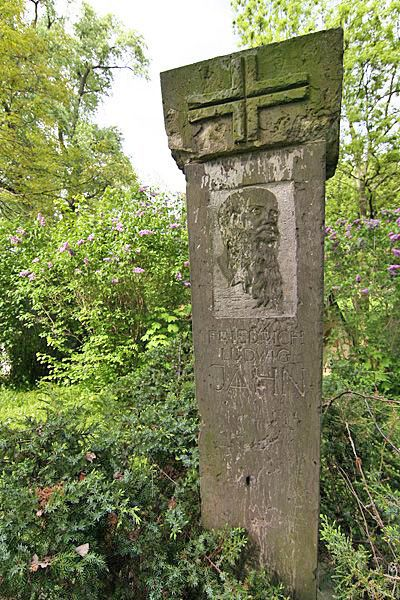
Jahndenkmal in Leipzig-Wahren

Das Jahndenkmal im Leipziger Stadtteil Wahren ist dem deutschen Turnpädagogen Friedrich Ludwig Jahn (1778–1852) gewidmet. Es steht unter Denkmalschutz.

## Lage
Das Denkmal steht auf einem Bruchsteinügel auf dem Gelände der Sektion Kanu des TSV 1893 Leipzig-Wahren auf einer von zwei Armen der Weißen Elster gebildeten Insel. Das Denkmal ist in eingezäuntem Gelände nicht öffentlich zugängig, kann aber von einem Weg aus (verlängerte Pittlerstraße) eingesehen werden.

## Beschreibung
Das Jahndenkmal besteht aus einer übermannshohen quadratischen Säule aus Sandstein auf einem gestuften Sockelstein. Der Säulenschaft verjüngt sich leicht nach unten. Die Westseite der Säule zeigt in einem Flachrelief das Porträt des Turnvaters  Jahn. Darunter ist sein Name eingemeißelt.
Der als Flachpyramide ausgebildete Säulenkopf trägt ein stilisiertes Turnerkreuz, dem die kurzen Querstriche der vier F-Buchstaben fehlen, welche nach dem Zweiten Weltkrieg entfernt worden sind.

## Geschichte
Der Schöpfer des Denkmals und das Entstehungsjahr konnten nicht ermittelt werden. Markus Cottin et al. nehmen das 100-jährige Jubiläum des ersten Jahn'schen Sportplatzes in der Berliner Hasenheide 1911 als Anlass für das Denkmal an. Es stand zunächst auf dem örtlichen Sportplatz an der damaligen Turnerstraße (heute Am Meilenstein). Ende der 1920er Jahre kam es an seinen heutigen Standplatz, da der ehemalige Sportplatz bebaut wurde.